# Gosainganj (Faizabad)
Gosainganj è una suddivisione dell'India, classificata come nagar panchayat, di 12.622 abitanti, situata nel distretto di Faizabad, nello stato federato dell'Uttar Pradesh.